# In Love and Deep Water
Pour plus de détails, voir Fiche technique et Distribution.
In Love and Deep Water (クレイジークルーズ, Kureiji kuruzu) est un film japonais romantique, humoristique et policier réalisé par Yūsuke Taki et sorti en 2023 sur Netflix.

## Synopsis
Suguru Ubukata (Ryō Yoshizawa) est un majordome au tempérament doux, calme et zélé. Il travaille à bord d'un luxueux paquebot de croisière, le MSC Bellissima. Sa dévotion envers la compagnie et sa faculté à endurer les foudres des passagers sans ciller sont telles qu'il est surnommé « le paratonnerre » par sa capitaine.
Alors qu'il n'a jamais remis sa vie en question, la fougueuse Chizuru Banjaku (Aoi Miyazaki) fait brusquement irruption sur le Bellisima à quelques minutes du départ. Elle lui apprend que sa fiancée le trompe avec son petit ami et qu'elle est ici pour mettre un terme à leur liaison. Petit problème : les amants ne sont pas à bord et la voilà coincée en pleine mer !
Bien entendu, impossible de rentrer au port à moins qu'une catastrophe ne se produise... Ce qui advient quelques heures plus tard. Lorsqu'un meurtre est commis, Chizuru y voit l'occasion parfaite pour retourner au Japon. Elle se lance à la recherche du cadavre disparu, entraînant Suguru à sa suite.
Entre des yakuzas en fugue, un étrange magicien, une productrice cupide, un acteur en pleine folie des grandeurs, une gouvernante adorée, un couple prêt à tout pour mettre la main sur l'héritage, un jeune domestique épris d'une fille de bonne famille et une capitaine désireuse de préserver la tranquillité du voyage, la croisière s'annonce mouvementée !
Et si Suguru et Chizuru tenaient une chance unique de rencontrer une personne digne d'eux ?

## Fiche technique
Sauf indication contraire, les informations mentionnées dans cette section peuvent être confirmées par la base de données cinématographiques IMDb,  présente dans la section « Liens externes ».
- Titre original : クレイジークルーズ (Kureiji kuruzu?)
- Titre international : In Love and Deep Water
- Réalisation : Yūsuke Taki
- Scénario : Yūji Sakamoto
- Décors : Hidefumi Hanatani
- Photographie : Sohei Tanikawa
- Costumes : Baby Mix
- Musique : Takatsugu Muramatsu
- Production : Yoichi Arishige, Tomoo Fukatsu et Makiko Okano
- Sociétés de production : Film Django, Nikkatsu
- Société de distribution : Netflix
- Pays de production :  Japon
- Langue originale : japonais, anglais
- Budget : n/a
- Format : couleur — 2,35:1
- Genre : Romance, comédie, policier
- Durée : 125 minutes
- Date de sortie :
  - Monde : 16 novembre 2023 (Netflix)
- Classification : 13 ans et plus

## Distribution
|                                                                   |  |  |
| Le duo principal du long-métrage : Ryō Yoshizawa et Aoi Miyazaki. |  |  |

- Ryō Yoshizawa (VF : Maxime Baudouin) : Suguru Ubukata
- Aoi Miyazaki (VF : Camille Donda) : Chizuru Banjaku
- Yō Yoshida (VF : Barbara Beretta) : Hatsumi Yabuchi
- Rinko Kikuchi (VF : ?) : Aina Horikawa
- Kento Nagayama (VF : Pascal Nowak) : Shintaro Ibuki
- Yuki Izumisawa (VF : Benjamin Bollen) : Ryuki Yuzawa
- Aju Makita (VF : Charlotte Hervieux) : Shiori Hagiwara
- Hatsunori Hasegawa (VF : ?) : Sohei Kuruma
- Saki Takaoka (VF : Pascale Mompez) : Misaki Kuruma
- Ken Yasuda (VF : Serge Biavan) : Michihiko Kuruma
- Rumika Ogai (VF : Clara Quilichini) : Rena Kuruma
- Yunho (VF : Cécile Gatto) : Kanato Sakumoto
- Miyu Hayashida (VF : Anne-Sophie Nallino) : Wakana Funabashi
- Amane Okayama (VF : Florent Chako) : Naoyuki Fukawa

Version française réalisée par Jean-Pascal Quilichini chez VSI Paris.

## Production

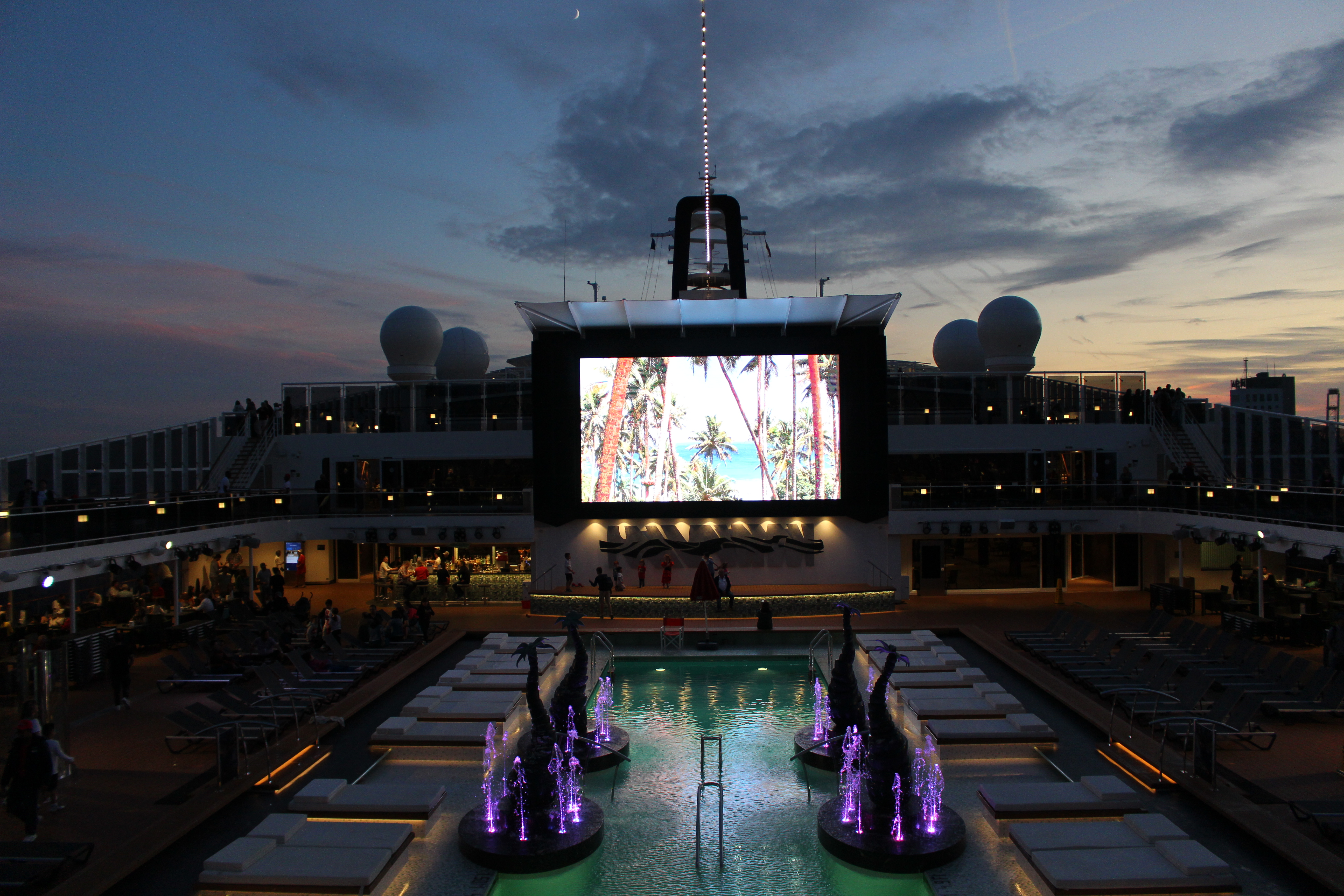
La piscine du MSC Bellissima où se tiennent plusieurs scènes clefs du film.

Le scénariste Yūji Sakamoto signe le scénario de In Love and Deep Water en exclusivité pour la plateforme Netflix. A l'été 2023, alors tout juste auréolé du succès de L'Innocence,, Sakamoto s'engage avec Netflix pour une collaboration de cinq ans. In Love and Deep Water est disponible en vidéo à la demande dès le 16 novembre 2023.
Le film a été tourné sur une réplique du MSC Bellissima située en Mer Égée.

## Accueil
Le film a reçu des retours mitigés dans les pays anglophones : il obtient seulement 38% d'avis positifs sur Rotten Tomatoes et 56% sur The Movie Database ; sa note sur Internet Movie Database s'élève à 5,2/10.
Les internautes francophones ne sont pas plus emballés : le film atteint 5,2/10 sur SensCritique et 2,3/5 sur Allociné. Le site spécialisé Nautiljon recense une moyenne plus haute de 7/10.
Le site japonais Filmarks réunit plus de 3 770 votes pour une moyenne de 3,1/5.
La bande originale de In Love and Deep Water est néanmoins saluée : la musique de Takatsugu Muramatsu est nommée aux International Film Music Critics Awards de 2024 et remporte un prix aux Filmtracks Awards de 2023.